# Bishōnen
Bishōnen (美少年, còn được chuyển tự thành bishounen) là một thuật ngữ tiếng Nhật theo nghĩa đen là "mỹ thiếu niên" (cậu bé đẹp).
Thuật ngữ này mô tả nét thẩm mỹ có thể thấy tại những khu vực riêng biệt ở Đông Á: một nam thanh niên trẻ có vẻ đẹp (và sức quyến rũ) vượt qua ranh giới của giới tính và thiên hướng tính dục. Điều này được thể hiện mạnh mẽ nhất trong văn hóa đại chúng Nhật Bản, nó trở nên phổ biến nhờ các ban nhạc glam rock phong cách lưỡng tính của những năm 1970, nhưng nó đã có nguồn gốc từ văn học Nhật Bản cổ xưa, từ những quan niệm, tư tưởng về xã hội nam tính của triều đình và nhân sĩ trí thức Trung Quốc thời trung cổ và các khái niệm thẩm mỹ Ấn Độ mang sang từ Ấn Độ giáo, được du nhập với Phật giáo đến Trung Quốc.
Ngày nay, bishōnen rất phổ biến với các cô gái trẻ và phụ nữ tại Nhật Bản. Lý do cho hiện tượng xã hội này có thể bao gồm các mối quan hệ xã hội nam nữ độc đáo trong thể loại này. Một số người đưa ra giả thuyết rằng bishōnen cung cấp một phương tiện thoả mãn phi truyền thống cho các quan hệ giới tính. Hơn thế, nó phá vỡ các định kiến xung quanh những nhân vật nam ẻo lả. Những người này thường được mô tả với năng lực võ thuật rất mạnh, tài năng thể thao, trí thông minh cao hoặc năng khiếu hài hước, hay những đặc điểm mà thường được gán cho các anh hùng/nhân vật chính.

## Nguồn gốc

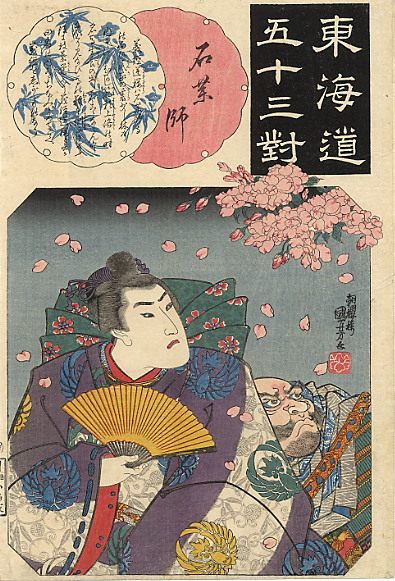
Yoshitsune, một bishonen trong lịch sử cùng người hầu Benkei ngắm hoa anh đào rơi.

## Văn hoá đại chúng
Sự ưu tiên lâu dài cho bishōnen có thể thấy rất rõ ở Nhật Bản và xuyên khắp các khu vực của Đông Á cho đến ngày nay.